# Име
Име je део речи који даје назив човекa (у овом случају то је лично име), производа, (фабричке марке или брендa), идеје или концепције коришћена да би се разликовала од осталих, припадајућих истој групи. Имена могу да идентификују врсте или категорије ствари, или одређену јединственау ствар у датом контексту. Имена се такође користе у областима као што су програмирање (имена варијабли, просторна имена).
Име за одређени објекат се обично назива лично, његово, име класа објеката — реч домаћинство. Замена нечијег имена од миља назива ce надимак, замена имена по вољи псеудоним.

## Етимологија
Реч име потиче од реконструиране прaиндоевропске речи *h₁nómn̥, преко прaбалтословенске речи *inˀmen и прасловенске речи *jьmę. Реч за име у већини индоевропских језика потиче од исте протоиндевропске речи.

## Облици имена
- Лично име
- Презиме
- Псеудоним
- Патроним
- Матроним
- Знак - Писменост
- Топоним
- Епоним
- Персирање

## Лично име
Лично име је идентификациона реч или речи којима се појединац интимно познаје или означава. У многим земљама традиционално је да појединци имају лично име (који се такође назива дато име или прво име) и презиме (који се назива друго име или породично име јер га деле чланови исте породице). Неки људи имају два презимена, по једно наслеђено од сваког родитеља. У већем делу Европе и Америке, дато име обично долази испред презимена, док у деловима Азије и Мађарске презиме долази испред датог имена. У неким културама традиционално је да жена узме презиме свог мужа када се уда.
Многи људи такође користе средња имена као трећи идентификатор и могу се бирати из личних разлога, укључујући означавање веза, очување пребрачних/девојачких имена (популарна пракса у Сједињеним Државама) и да би се овековечила породична имена. Пракса коришћења средњих имена датира још из старог Рима, где је било уобичајено да чланови елите имају praenomen  (лично име), nomen (презиме, које се не користи баш на начин на који се средња имена данас користе), и cognomen (име које представља индивидуални атрибут или специфичну грану породице особе). Средња имена су на крају изашла из употребе, али су поново стекла популарност у Европи током деветнаестог века.

## Верска имена
У античком свету, посебно на древном блиском истоку (Израел, Месопотамија, Египат, Персија) сматрало се да су имена изузетно моћна и да делују, на неки начин, као посебна манифестација личности или божанства. Ово гледиште је одговорно како за оклевање да се користи право име Бога у хебрејском писању или говору, тако и за уобичајено схватање древне магије да се магијски ритуали морају спроводити „у [нечије] име“. Призивањем бога или духа по имену, сматрало се да је неко био у стању да призове моћ тог духа за неку врсту чуда или магије (видети јеванђеље Лука 9:49, у коме ученици тврде да су видели човека како тера демоне користећи име Исуса). Ово схватање је прешло у каснију верску традицију, на пример одредбу у католичком егзорцизму да се демон не може протерати све док га егзорциста не присили да одустане од свог имена, у ком тренутку се име може користити у строгој команди која ће отерати демона.

### Библијска имена
У Старом завету су имена појединаца значајна, а промена имена указује на промену статуса. На пример, патријарх Аврам и његова жена Сарај су преименовани у „Авраам” и „Сара” на основу Аврамсвог савеза (Постанак 17:4, 17:15). Симон је преименован у Петра када је добио Кључеве од неба. О томе се говори у Јеванђељу по Матеју, поглавље 16, што је према римокатоличком учењу било када је Исус обећао светом Петру моћ да предузима обавезујуће радње. Властита имена су „засићена значењем“.
У целој Библији ликови добијају имена по рођењу која одражавају нешто од значаја или описују ток њихових живота. На пример: Соломон је значио мир, а цар са тим именом био је први чија је владавина била без рата. Исто тако, Јосиф је свом прворођеном сину дао име Манасија (хебрејски: „који изазива заборав“) (Постанак 41:51); када је Јосиф такође рекао: „Бог је учинио да заборавим све своје невоље и све у очевој породици.” Библијски јеврејски народ није имао презимена која су се преносила с генерације на генерацију. Међутим, обично су били познати као деца свог оца. На пример: דוד בן ישי (Давид бен Јишаи) што значи Давид, син Јесејев (1. Самуило 17:12,58). Данас се овај стил имена и даље користи у јеврејским верским обредима.

## Употреба имена од стране животиња и биљака
Употреба личних имена није јединствена само за људе. Делфини и папагаји са зеленим грбама такође користе симболична имена да упућују контакт позиве одређеним особама. Појединачни делфини имају карактеристичне звиждуке, на које ће одговорити чак и када нема других информација које би разјасниле о ком се делфину говори.

## Имена у различитим културама
- Списак словенских имена
- Српска лична имена